# Het zwarte pak
Het zwarte pak is een hoorspel van Josef Martin Bauer. Der schwarze Anzug werd op 11 juni 1957 door de Westdeutscher Rundfunk uitgezonden. W. Bunge vertaalde het in het Nederlands en in de regie van S. de Vries jr. zond de VARA het op woensdag 9 maart 1960 uit. Het duurde 70 minuten.

## Rolbezetting
- Jan van Ees (Wolfgang Lieberich, een werkeloze boekhouder)
- Nel Snel (mevrouw Bürkel, z’n hospita)
- Eva Janssen (juffrouw Lissy van het Apollotheater)
- Willy Ruys (meneer Daum, een werkgever)
- Louis de Bree (meneer Hägi, een zakenman)
- Herman van Eelen (de Minister van Economische Zaken)
- Jo Vischer sr. (Deubert, z’n chauffeur)
- Maarten Kapteijn (de directeur van de Handelsbank)
- Wam Heskes (Colerus, een man uit de geldwereld)
- Johan Wolder (Limpard, een geoloog)
- Johan te Slaa (Ercolo, een importeur van zaadvruchten)
- Donald de Marcas (Freytag, iemand uit het zakenleven)
- Sylvain Poons (Vieregg, iemand uit de corruptie)

## Inhoud
De firma van de 54-jarige boekhouder Wolfgang Lieberich is failliet gegaan. Sindsdien is de man werkloos en hij wordt te oud bevonden voor een nieuwe baan. Daarom wil Lieberich er jonger uitzien. Hij zorgt voor een leuk kapsel en trekt zijn beste hemd en een zwart pak aan. Plots komt hij tot de vaststelling wat een zwart pak bij zijn zoektocht naar een baan kan betekenen…